# Erik Thorstvedt
Erik Thorstvedt (Stavanger, 28 de Outubro de 1962) é um antigo futebolista e atual treinador de futebol norueguês. Jogou a Copa do Mundo de 1994 como titular.

## Carreira

### Clubes
Por clubes, destacou-se no Tottenham Hotspur, por qual atuou em 218 partidas. Além do clube londrino, defendeu ainda Viking (1980-81 e 1984-85), Eik-Tønsberg (1982-83), Borussia Mönchengladbach (1986) e IFK Göteborg (1987-88).
Prejudicado por lesões que lhe custaram a titularidade, repassada a Ian Walker (nove anos mais novo que ele), Thorstvedt encerraria sua carreira de jogador no próprio Tottenham, em 1996. Após deixar os gramados, foi treinador de goleiros da Seleção Norueguesa, teve uma breve passagem como diretor de futebol do Viking e, entre 2005 e 2006, foi técnico do Tufte IL.

## Seleção Norueguesa
Com a Seleção Norueguesa, Thorstvedt atuou em 97 partidas entre 1982 e 1995. Fez ainda cinco jogos pela equipe sub-21, também em 1982.
Em sua única participação em Copas (a Noruega fracassou nas tentativas de participar das edições de 1986 e 1990, além de ter falhado em se classificar para as Eurocopas de 1984, 1988 e 1992), o goleiro, então com 31 anos, tornou-se o segundo menos vazado da história das Copas, tendo levado um gol (marca superada pelo suíço Pascal Zuberbühler, que não tomou gols em 2006).